# Ametrus tibialis
Ametrus tibialis är en insektsart som beskrevs av Brunner von Wattenwyl 1888. Ametrus tibialis ingår i släktet Ametrus och familjen Gryllacrididae. Inga underarter finns listade i Catalogue of Life.